# Orphee des Blins
Orphee des Blins (též Orphée des Blins, [orfé de blán]; * 10. května 2002) je bývalý dostihový kůň, který závodil za stáj DS Pegas Zhoř, trenérem byl Grzegorz Wroblewski. Orphee des Blins je neplnokrevná hnědá klisna francouzského chovu (rodiče Lute Antique a Ving's Road), byla specialistka na steeplechase. S žokejem Janem Faltejskem vyhrála Velkou pardubickou v letech 2012, 2013 a 2014. Po vítězství o 13 délek na Ceně vítězů VP v květnu 2014 patřila opět k favoritům největšího překážkového dostihu na evropském kontinentu, což svým vítězstvím potvrdila. Byla vyhlášena Koněm roku 2013. Na podzim roku 2014 ukončila dostihovou kariéru. Kvůli reprodukčním problémům nemohla být zařazena do chovu a nyní si užívá zaslouženého „důchodu“.
V říjnu 2015 jí byla ve Zhoři odhalena bronzová socha, která byla ulita ve slévárně v Horní Kalné.